# Jamides caerulea
Jamides caerulea is een vlinder uit de familie van de Lycaenidae. De wetenschappelijke naam van de soort is voor het eerst gepubliceerd in 1873 door Herbert Druce.
De soort komt voor in Maleisië (Zuidoost-Borneo).